# 몰티저스

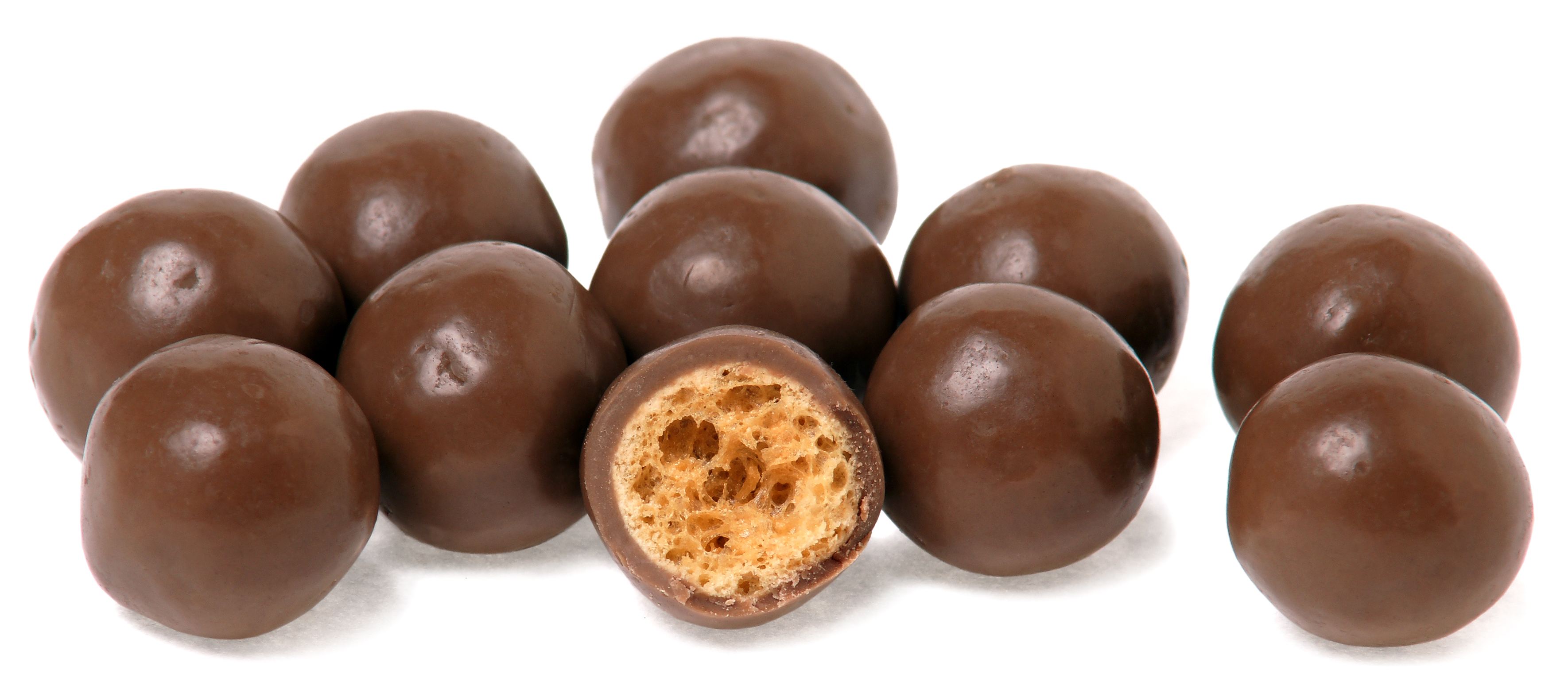
몰티저스

몰티저스(영어: Maltesers)는 마즈가 제조 및 판매하는 영국의 초콜릿 과자이다. 멀티드 밀크를 함유하고 밀크 초콜릿으로 둘러 만들었으며, 회전 타원체 모양이다.
몰티저스는 미국인 포리스트 마스 시니어가 잉글랜드에서 1936년 개발하였으며, 1937년 처음 판매되었다. 처음에는 살을 빼려는 여성을 목표로 삼으며, "에너지 볼"로 묘사하여 판매하였다.